# Kiss of the Spider Woman (musical)
Kiss of the Spider Woman is een musical met muziek van John Kander en Fred Ebb, naar het boek van Terrence McNally. Het is gebaseerd op de Manuel Puig-roman El Beso de la Mujer Araña die werd geregisseerd door Harold Prince. De musical liep in het West End en Broadway en won de Tony Award voor Best Musical in 1993.

## Producties
In Nederland werd de musical opgevoerd in 2015 in een productie van OpusOne. In Vlaanderen wordt Kiss Of The Spider Woman de derde productie van InTeam.
| Rol                 | Nederlandse Cast 2015 | Vlaamse Cast 2019 |
| ------------------- | --- | --- |
| Aurora/Spinnenvrouw | Marjolein Teepen | Alyssa Luypaert |
| Molina              | Alex Klaasen | Brent Pannier |
| Valentin            | René Van Kooten | Pieter Van Keymeulen |
| Moeder              | Marjolein Teepen | An Lauwereins |
| Marta               | Marjolein Teepen | Sofie Deschrijver |
| Gevangenisdirecteur | Mike Reus | Hannes Vandersteene |
| Band                | Frans Heemskerk (piano, rhodes, hammond, synthesizer) Werner Janssen (sopraan-, alt-, tenor saxofoon, fluit, (bas)klarinet) Jeroen Molenaar (drums, percussie, klokkenspel) Joël Groenewold (elektrische- en contrabas) | Thomas Vanhauwaert (Keyboard 1 / MD) Keanu De Pooter (Keyboard 2 / Repetitor) Wouter Van Daele (Bas / Contrabas) Boris De Laet (Drums) Glenn Engelen (Percussie) Niek Kusseneers (Trompet) Lievenka Van De Meirssche (Fluit / Piccolo) Anneleen Nauwelaerts (Klarinet / Basklarinet) |